# Ross Raisin
Ross Raisin (Silsden, 1979) è uno scrittore britannico.

## Biografia
Nato a Silsden, West Yorkshire, nel 1979, ha studiato inglese al King's College London e conseguito un M.A. in scrittura creativa presso l'Università Goldsmiths.
Ha esordito nella narrativa nel 2008 con il romanzo di formazione La rabbia giovane e in seguito ha pubblicato altri 3 romanzi e un saggio sulla scrittura.
Eletto membro della Royal Society of Literature nel 2018, suoi racconti e articoli sono apparsi in riviste letterarie quali Granta.

## Opere

### Romanzi
- La rabbia giovane (God's Own Country, 2008), Milano, Bompiani, 2009 traduzione di Andrea Silvestri ISBN 978-88-452-6212-8.
- Waterline (2011).
- A Natural (2017).
- Fame (A Hunger), Milano, La nave di Teseo, 2022 traduzione di Andrea Silvestri ISBN 978-88-346-1207-1.

### Saggi
- Read This if you Want to be a Great Writer (2018).

## Premi e riconoscimenti

### Vincitore
Betty Trask Award
- 2008 con La rabbia giovane[6]

Sunday Times Young Writer of the Year Award
- 2009 con La rabbia giovane[7]

BBC National Short Story Award
- 2023 con Ghost Kitchen[8]

### Finalista
International IMPAC Dublin Literary Award
- 2010 con La rabbia giovane[9]